# Miniaturiste (mini-série)
Pour les articles homonymes, voir Miniaturiste (homonymie).
Miniaturiste est une mini-série britannique en deux parties de 78 minutes adaptée du roman éponyme de Jessie Burton. 
La série est réalisée par Guillem Morales et a été diffusée les 26 décembre et 27 décembre 2017 sur BBC One.
En France elle a été diffusée à partir du 27 décembre 2018 sur la chaine Histoire.

## Synopsis
À la fin du XVIIe siècle aux Pays-Bas, la jeune Nella Oortman (Anya Taylor-Joy) quitte son village de campagne pour un mariage arrangé à Amsterdam. Son mari, Johannes Brandt (Alex Hassell), est un riche marchand qui vit dans une opulente demeure entouré de ses serviteurs et de sa sœur, Marin (Romola Garai), une femme restée célibataire qui accueille Nella avec une extrême froideur. Johannes achète à sa femme une maison de poupées mystérieuse pour l'occuper en son absence.

## Distribution
- Anya Taylor-Joy : Petronella « Nella » Brandt
- Romola Garai : Marin Brandt
- Alex Hassell (VFB : Christophe Hespel) : Johannes Brandt
- Hayley Squires : Cornelia
- Paapa Essiedu : Otto
- Emily Berrington : La Miniaturiste
- Geoffrey Streatfeild (en) : Frans Meermans
- Aislín McGuckin (en) : Agnes Meermans

## Production
La série a été filmée à Leyde aux Pays-Bas, ville ayant servi de décor pour représenter Amsterdam au XVIIe siècle. 

## Accueil du public
La série The Miniaturist a été accueillie de façon partagée. Sur le site agrégateur d'opinion Rotten Tomatoes, elle obtient une note de 76 % d'approbation, avec une note moyenne de 17/20. La critique des utilisateurs est la suivante : « De beaux décors et des performances exceptionnelles contribuent à rendre The Miniaturist suffisamment attrayant, même si la version des faits n'est pas tout à fait à la hauteur du mystérieux du livre source ». 
Dans Variety, Caroline Framke loue la beauté de la série mais critique sa durée qu'elle juge excessive. « C'est dommage que la série ne prenne pas vraiment forme, étant donné tout ce qu'elle a à offrir en termes d'histoire, talent, la production de designs et costumes spectaculaires qui donnent un tel style au tournage en extérieur. Mais tout comme la maison de poupées au centre de l'histoire, The Miniaturist est plus apte à abriter des fac-similés que des personnages qui semblent réels ».
Sur le site d'actualité IndieWire, la journaliste Hanh Nguyen, qui a donné à la série la note B (du système de notation américain), a émis la critique du peu de développement de la complexité des personnages. Selon elle il manquerait un épisode, mais la série vaut toujours le détour. « Malgré la prospérité d'Amsterdam pendant cette époque, la série traite de la vie dans cette société du point de vue des inadaptés et des marginaux. La défiance et la bravoure sont nécessaires pour faire face à la laideur qui est présentée, un thème qui se retrouve dans les actions des personnages. The Miniaturist peut sembler cru et innocent, parfois naïvement, mais à sa manière maladroite, irréelle, il défend l'espoir et le changement, ce qui est rarement une perte de temps ».